# سرگئی تروفیمف
سرگئی یوریوویچ تروفیمُف (روسی: Сергей Юрьевич Трофимов؛ زادهٔ ۱۹ مهٔ ۱۹۶۱) فیلم‌بردار اهل اتحاد جماهیر شوروی است که به سبب همکاری با تیمور بکمامبتوف شناخته‌شده است.
از فیلم‌ها یا مجموعه‌های تلویزیونی که وی در آن‌ها نقش داشته‌است می‌توان به مغول اشاره نمود.